# Ittu-Oromo
Die Ittu (Oromo: Ittuu; auch Itu, Ettu, Etu) sind eine Untergruppe der Oromo, der größten ethnischen Gruppe in Äthiopien. Ihr Kernland ist das Hochlandgebiet Chercher im Nordosten der Region Oromia.

## Geschichte
Die Ittu waren eine von drei Untergruppen der Barentuma-Oromo (neben den Anniyya und den Afran Qallu), die im 16. Jahrhundert von Bale weiter nach Nordosten nach Harerge wanderten. Sie betrachten sich als Nachkommen des fünften Sohnes von Baarentuu, dem mythischen Vorvater der Barentu. Die Ittu wie auch Anniyya und Afran Qallu verehrten Mormor in Bale als ihren Herkunftsort und heiligen Ort. Etwa ein Jahrhundert lang diente ihnen Odaa Bultum im Chercher-Gebiet als gemeinsames politisches und religiöses Zentrum und Versammlungsort (cheffe oder chaffee), bis sie Anfang des 18. Jahrhunderts jeweils eigene solche Zentren etablierten. Odaa Bultum blieb jedoch ein bedeutendes religiöses Zentrum, das Pilger auf dem Weg nach Mormor zu besuchen hatten.
Um 1600 waren die Ittu für ihre Reitkünste bekannt und waren mit ihrer Kavallerie die mächtigste Oromo-Gruppe von Harerge. 1612 schlossen sie sich anderen Oromo beim Angriff auf die reiche äthiopische Provinz Gojjam an. Kaiser Susneyos musste alle seine Kräfte mobilisieren, um die Provinz zu verteidigen. Mit Waffengewalt und Diplomatie gelang es ihm, die Ittu auf seine Seite zu ziehen, und er siedelte Ittu in Gojjam und Dembeya an, wo sie bei der Verteidigung gegen andere Oromo helfen sollten.
Im Chercher-Hochland siedelten die Ittu als nomadische Viehhalter zwischen sesshaften Bauern der Harari und vielleicht auch der Ḥarla oder Ḥaräla (einem in Überlieferungen genannten Vorläufervolk, das sich nicht näher zuordnen lässt). Silt'e, die in Chercher verblieben waren, während andere Ost-Gurage um 1560 weiter nach Westen gezogen waren, wurden weitgehend von den Ittu assimiliert. Zwischen Bauern und Hirtennomaden entwickelte sich eine gegenseitige Abhängigkeit. Ende des 18. Jahrhunderts übernahmen die Ittu selbst den Ackerbau, welchen sie mit Rinderhaltung verbanden. Land wurde zum Maß für Wohlstand, und es bildete sich eine landbesitzende Oberschicht heraus, deren Angehörige abbaa burqaa oder „Herr der Quelle“ genannt wurden.
Von der Stadt Harar aus wurde der Islam von Händlern, Predigern und Lehrern zu den Ittu gebracht, verbreitete sich aber bis in das 19. Jahrhundert nicht sehr weit. Vielmehr sollen die Ittu und andere Oromo den muslimischen Missionaren mitunter feindselig begegnet sein. Erst nach der Eroberung ihres Gebietes durch Dejazmach Wolde Gabriel und der Eingliederung in Äthiopien 1886 traten zahlreiche Ittu zum Islam über. Diese Konversion war eine Form des passiven Widerstandes gegen das gäbbar-System, das unter Menelik II. bei ihnen eingeführt wurde und das die Ittu-Bauern zu hörigen Untertanen des Staates machte, die amharischen Siedlern unterstellt wurden. Der Übergang zum Islam war erst in den 1950er Jahren abgeschlossen. 1973 pilgerten muslimische Ittu weiterhin zum heiligen Baum von Odaa Bultum, legten Gras auf seine niedrigeren Äste und schmierten Butter in hohle Stellen seines Stammes. Auch andere heilige Stätten aus vorislamischer Zeit wurden in die Ausübung des Islam integriert.
Die Ittu leisteten auch bewaffneten Widerstand gegen die äthiopische Staatsmacht. 1948 führte Muhammad Ǧilole einen Aufstand. Die Oromo-Befreiungsfront wurde ab 1974 in Chercher aktiv.

## Wirtschaft und Gesellschaft
Das Siedlungsgebiet der Ittu erstreckt sich etwa zwischen Afdem und den Flüssen Shabelle und Awash, Kerngebiet ist Chercher. Im Gebiet der ehemaligen Provinz Harerge (die 1991 auf die neuen Regionen Oromia und Somali aufgeteilt wurde) ist dies die landwirtschaftlich ergiebigste Region. Die Ittu bauen Kaffee, Khat, Teff, Mais, Sorghum, Fingerhirse, Bohnen, Ölsaaten an, gewinnen Honig und halten Rinder. Die Mastbullen von Chercher sind in ganz Äthiopien bekannt.
Die Ittu in Chercher haben zwei Untergruppen, die in gosa (Clans) eingeteilt sind:
- Galaan: Alga, Baabbo, Elle, Gaamo, Gaadulla, Qallu
- Kura: Addayye, Arroojjis, Bayy, Waayyu.[1]